# 機関車トーマスのしっぱい
『機関車トーマスのしっぱい（汽車のえほん16）』（きかんしゃトーマスのしっぱい きしゃのえほん16）（原題 Branch Line Engines）は、低学年の児童向け絵本シリーズ「汽車のえほん」の第16巻である。

## 概要
1961年にイギリスで発行されたウィルバート・オードリー牧師執筆による汽車のえほんシリーズの第16巻。4話の短編作品を収録。挿絵はジョン・ケニーが担当。ポプラ社から1980年8月に日本語訳が出版されていたが、2004年頃絶版。2010年にミニ新装版が発売された。

## 成立の過程
1945年から、ほぼ毎年に1巻ずつ続巻してきた本シリーズの第16巻。トーマスの支線の機関車たちの失敗談を描いた内容となっている。

## 収録作品
- トーマスの大しっぱい (Thomas Comes to Breakfast)
- しんけいしつなデイジー (Daisy)
- 牛の目玉 (Bulls' Eyes)
- 貨車にのりあげたパーシー (Percy's Predicament)

## 登場キャラクター
テレビシリーズの機関車紹介と重複する解説は省略、本巻の内容で特筆すべきものを紹介。
メインキャラクター
- トーマス - 修理を受けたことで、この巻の最終の挿絵で、ランボードの形状が前下がりから真っ直ぐに変更される。TVシリーズではそのまま。
- パーシー - 夜遅くまでデイジーのわがままに付き合わされ、目の下に隈ができる。
- トビー
- ドナルドとダグラス - 前巻で青に塗り替えてもらうと約束されたが、依然として黒のまま。ケニーは黒の方を好んだらしい。ナンバープレートは額に取り付けられている。

サブキャラクター
- アニーとクララベル　
- ヘンリエッタ
- デイジー - 「汽車のえほん」シリーズで初めて登場した気動車であり、初めて登場した女性人格の動力車。モデルはメトロ=キャメル社製の気動車だが、特定のモデルは存在しない。全体の形はクラス101に似ているが、両運転台である点はクラス121に似ており、さらに同社製の試作車も混ぜ合わせたようなスタイルとなっている。